# Пасіонарний поштовх
Пасіона́рний по́штовх — у пасіонарній теорії етногенезу мікромутація, що викликає появу пасіонарної ознаки в популяції і призводить до виникнення нових етнічних систем в регіонах, зачеплених нею. Спостерігається на поверхні Землі у вигляді смуг шириною близько 200—400 км і завдовжки приблизно половину кола планети, пролягаючих під різними кутами до меридіана і широти.
Аналізуючи різні припущення щодо походження пасіонарних поштовхів, Л. М. Гумільов схилявся до гіпотези про те, що поштовхи мають космічне походження (випромінювання з космосу), оскільки ніякими земними причинами не вдається пояснити їх лінійну форму і величезну протяжність на поверхні Землі. Втім, вибудовування по лініях багато в чому штучне, оскільки ні дати, ні місця виникнення етнічних систем точно не відомі (зокрема, наведена точка для слов'ян — лише одна з безлічі версій часу і місця їх появи).
Втім, гіпотеза Л. М. Гумільова не витримує строгої науково-природничої критики. Дані дендрохронології ясно показують, що приведені Л. М. Гумільовым дати пасіонарних поштовхів не відповідають реально спостережуваним максимумам утворення 14C, що є універсальним маркером інтенсивності зовнішньої радіації. До того ж відомо, що в гірській місцевості інтенсивність космічного випромінювання помітно вище, ніж поблизу рівня моря, і тоді гірські етноси повинні були б мати більшу пасіонарність, ніж рівнинні, чого на приведених Л. М. Гумільовим прикладах пасіонарних етносів не спостерігається.

## Приклади

Пасіонарні поштовхи, описані Л. Н. Гумільовим. Римськими цифрами позначені номери поштовхів, арабськими пронумеровані етноси, що виникли в ході даного поштовху

Пасіонарні поштовхи, описані Л. М. Гумільовим (легенда до карти):
- I (XVIII ст. до н. е.).
  1. Єгиптяни-2 (Верхній Єгипет). Крах Стародавнього царства. Завоювання гіксосами Єгипту в XVII ст. Нове царство. Столиця у Фівах (1580 р.) Зміна релігії. Культ Осиріса. Припинення будівництва пірамід. Агресія в Нумібію і Азію.
  2. Гіксоси (Йорданія. Північна Аравія).
  3. Хетти (Східна Анатолія). Утворення хеттів з декількох хатто-хуритських племен. Звеличення Хаттусси. Розширення на Малу Азію. Узяття Вавилону. (карта).
- II (XI ст. до н. е.).
  1. Чжоусці (Північний Китай: Шеньсі). Завоювання князівством Чжоу імперії Шан Інь. Поява культу Неба. Припинення людських жертвопринесень. Розширення ареалу до моря на сході, Янцзи на півдні, пустелі на півночі.
  2. (?) Скіфи (Центральна Азія). (карта).
- III (VIII ст. до н. е.).
  1. Римляни (центральна Італія). Поява на місці різноманітного італійського (латино-сабіно-етруського) населення римської громади-війська. Подальше розселення на середню Італію, завоювання Італії, що закінчилося утворенням Республіки в 510 р. до н. е. Зміна культу, організації війська і політичної системи. Поява латинського алфавіту.
  2. Самніти (Італія).
  3. Екви (Італія).
  4. (?) Галли (південна Франція).
  5. Елліни (середня Греція). Занепад ахейської критомікенської культури в XI—IX ст. до н. е. Забуття писемності. Утворення дорійських держав Пелопонесу (VIII ст.). Колонізація еллінами Середземномор'я. Поява грецького алфавіту. Реорганізація пантеону богів. Законодавства. Полісний спосіб життя.
  6. Лідія.
  7. Кілікійці (Мала Азія).
  8. Перси (Персида). Утворення мідян і персів. Дейок і Ахемен — засновники династій. Розширення Мідії. Розділ Ассирії. Підвищення Персиди на місці Елама, що закінчилося створенням царства Ахеменідів на Близькому Сході. Зміна релігії. Культ вогню. Маги. (карта).
- IV (III ст. до н. е.).
  1. Сармати (Казахстан). Вторгнення в європейську Скіфію. Винищування скіфів. Поява важкої кінноти лицарського типу. Завоювання Ірану парфянами.
  2. Кушани-согдійці (Середня Азія).
  3. Гуни (південна Монголія). Утворення гунського родоплемінного союзу. Зіткнення з Китаєм.
  4. Сяньби.
  5. Пуе.
  6. Когурьо (південна Маньчжурія, Північна Корея). Підвищення і падіння древньої корейської держави Чосон (III—II ст. до н. е.). Утворення на місці змішаного тунгусо-маньчжуро-корейсько-китайського населення племінних союзів, що переросли згодом у перші корейські держави Когуре, Сілла, Пекче. (карта).
- V (I ст. н. е.).
  1. Готи (південна Швеція). Переселення готів від Балтійського моря до Чорного (II ст.). Широке запозичення античної культури, що закінчилося прийняттям християнства. Створення готської імперії у Східній Європі.
  2. Слов'яни. Широке поширення з Прикарпаття до Балтійського, Середземного і Чорного морів.
  3. Даки (сучасна Румунія).
  4. Християни (Мала Азія, Сирія, Палестина). Виникнення християнських громад. Розрив з юдаїзмом. Утворення інституту церкви. Розширення за межі Римської імперії.
  5. Юдеї-2 (Юдея). Оновлення культу і світогляду. Поява Талмуду. Війна з Римом. Широка еміграція за межі Юдеї.
  6. Аксуміти (Абіссинія). Підвищення Аксума. Широка експансія в Аравію, Нубію, вихід до Червоного моря. Пізніше (IV ст.) прийняття християнства. (карта).
- VI (VI ст. н. е.).
  1. Араби-мусульмани (Центральна Аравія). Об'єднання племен Аравійського півострова. Зміна релігії. Іслам. Розширення до Іспанії і Паміру.
  2. Раджпути (долина Інду). Повалення імперії Гупта. Знищення буддійської общини в Індії. Ускладнення кастової системи при політичній роздробленості. Створення релігійної філософії Веданти. Трійковий монотеїзм: Брама, Шива, Вішну.
  3. Боти (південний Тибет). Монархічний переворот з адміністративно-політичною опорою на буддистів. Розширення в Центральну Азію і Китай.
  4. Табгачі.
  5. Китайці-2 (північний Китай: Шеньсі, Шаньдун). На місці майже вимерлого населення північного Китаю з'явилися два нові етноси: китайсько-тюркський (табгачі) і середньовічний китайський, що виріс з групи Гуаньлун. Табгачі створили імперію Тан, об'єднавши увесь Китай і Центральну Азію. Поширення буддизму, індійських і тюркських устоїв. Опозиція китайських шовіністів. Загибель династії.
  6. Корейці. Війна за гегемонію між королівствами Сілла, Пекче, Когуре. Опір танській агресії. Об'єднання Кореї під владою Сілла. Засвоєння конфуціанської моралі, інтенсивне поширення буддизму. Формування єдиної мови.
  7. Ямато (Японці). Переворот Тайка. Виникнення центральної держави на чолі з монархом. Прийняття конфуціанської моралі як державної етики. Широке поширення буддизму. Експансія на північ. Припинення будівництва курганів. (карта).
- VII (VIII ст. н. е.).
  1. Іспанці (Астурія). Початок Реконкісти. Утворення королівств: Астурія, Наварра, Леон і графства Португалія на базі змішування іспано-римлян, готів, аланів, лузитанів та ін.
  2. Франки (французи).
  3. Сакси (німці). Розкол імперії Карла Великого на національно-феодальні держави. Відторгнення вікінгів, арабів, угорців і слов'ян. Розкол християнства на ортодоксальну і папістську гілки.
  4. Скандинави (південна Норвегія, північна Данія). Початок руху вікінгів. Поява поезії і рунічної писемності. Відтиснення лопарів у тундру. (карта).
- VIII (XI ст. н. е.).
  1. Монголи (Монголія). Поява «людей довгої волі». Об'єднання племен у народ-військо. Створення законодавства — Яси і писемності. Розширення улусу від Жовтого до Чорного моря.
  2. Чжурчжени (Манчжурія). Утворення імперії Цзинь напівкитайського типу. Агресія на південь. Завоювання північного Китаю. (карта).
- IX (XIII ст. н. е.)
  1. Литовці. Створення жорсткої князівської влади. Розширення князівства Литовського від Балтійського до Чорного моря. Прийняття християнства. Злиття з Польщею.
  2. Великороси. Зникнення Древньої Русі, захопленої литовцями (окрім Новгорода). Підвищення Московського князівства. Зростання служивого стану. Широка метисація слов'янського, тюркського і угорського населення Східної Європи.
  3. Турки-османи (захід Малої Азії). Консолідація османським бейліком активного мусульманського населення Близького Сходу, полонених слов'янських дітей (яничари) і морських бродяг Середземномор'я (флот). Султанат військового типу. Оттоманська Порта. Завоювання Балкан, Передньої Азії і Північної Африки до Марокко.
  4. Ефіопи (Амхара, Шоа в Ефіопії). Зникнення Древнього Аксума. Переворот Соломонідів. Експансія ефіопського православ'я. Підвищення і розширення царства Абіссинія в Східній Африці. (карта).

У зв'язку з величезним підняттям активності Китаю, Японії, Ірану, Іраку, В'єтнаму, Чечні і. т. д. у XIX—XX вв. дискутується питання про десятий пасіонарний поштовх, що стався наприкінці XVIII століття. Одні (гіпотеза належить В. А. Мічуріну) проводять його по лінії Японія — Близький Схід, інші (гіпотеза висунена М. Хохловим) — по вертикальній лінії, що проходить через Чечню. Л. М. Гумільов проводив його через Японію, Китай і до південної Африки, вважаючи що він породив активність зулусів (htm карта[недоступне посилання з липня 2019]). Ще один варіант — Іран — Північна Індія і Пакистан — Південний Китай.
Пенежин В. О. висунув теорію двох меридіональних пасіонарних поштовхів середини XVI століття по лінії Маньчжурія — Китай — В'єтнам — Сінгапур — Малайзія (підвищення маньчжурів і захоплення ними Китаю, етногенез якутів, бурятів) і середини XVII століття по території Росії (Урал — Поволжя — Чечня — Курдистан — Аравія — Східна Африка — зулуси — ПАР.

### Ресурси Інтернету
- Мичурин В. А. Словарь понятий и терминов теории этногенеза. М., 1993.
- Динамические карты пассионарных толчков
- История — наука естественная, или визит к профессору Гумільову
- Пасіонарність і заповзятливість: економічний вимір гіпотези зв'язку[недоступне посилання з липня 2019]